# Molibden
Molibden je kemijski element atomskog (rednog) broja 42 i atomske mase 95,94(2). U periodnom sustavu elemenata predstavlja ga simbol Mo.
Molibden je srebrnobijeli metal, visokoga tališta, velike čvrstoće, tvrd, dobre toplinske i električne vodljivosti. Važan je biogeni mikroelement.